# Stenoderus concolor
Stenoderus concolor är en skalbaggsart som beskrevs av Macleay 1826. Stenoderus concolor ingår i släktet Stenoderus och familjen långhorningar. Inga underarter finns listade i Catalogue of Life.